# Châtel-Gérard
Châtel-Gérard è un comune francese di 266 abitanti situato nel dipartimento della Yonne nella regione della Borgogna-Franca Contea.

## Società

### Evoluzione demografica
Abitanti censiti